# Trachycentra sagmatias
Trachycentra sagmatias är en fjärilsart som beskrevs av Edward Meyrick 1907. Trachycentra sagmatias ingår i släktet Trachycentra och familjen äkta malar. Inga underarter finns listade i Catalogue of Life.